# 結婚情報サービス
結婚情報サービス（けっこんじょうほうサービス）は、結婚したいと考えている男女の個人情報を提供するサービスを行う業態のこと。
日本における結婚情報サービスは、会員登録が前提で、カウンセリング、出会い、交際・恋愛、婚約・成婚という段階を経る。
出会い系サイトなどと異なり、会員登録に当たっては、当該サービスを提供する事業者の多くにおいて、学歴や職業・職歴を精査され、基準を満たす場合に所定の入会金・サービス利用料等を支払うことなどによって登録が認められる。この際、最終学歴の学校の卒業証明書、現在の仕事の源泉徴収票や給与明細書、独身証明書などの書類の提出が要件となる場合が大半である。
出会いの場として、
- パートナー紹介書
- パーティ・イベント
- 情報誌

を提供しているものが多い。また、これらのサービスにインターネットを利用している業者もある。
婚活を後押しする意味合いで、企業が社員の登録・利用に当たって費用等を負担するなど、福利厚生の一環として当該サービスをメニューの一つに加えているケースもある。

## その他
この業態の企業は新聞、雑誌に広告を掲載することは可能であるが、テレビ・ラジオでは民放連の放送基準第109条に「私的な秘密事項の調査を業とするものは取り扱わない。」の規定があり、これによりCMを放映することができなかった。2003年8月には、フジテレビにてある結婚情報サービス企業のCMが放映されたが、民放連の放送基準から問題となったため、同年9月に放映を自粛することになった。
しかし、以前から事業者だけでなく少子化問題に悩む日本国政府・経済産業省からもCM解禁を求める声があり、2014年11月1日に放送基準を「人権侵害や差別の助長につながるかたちで、個人情報を調査・収集・利用するものは取り扱わない。」と改正し、この日よりテレビ・ラジオでのCM放映が解禁された。